# Capanna Pian d’Alpe
Die Capanna Pian d’Alpe (deutsch Pian d’Alpe Hütte) ist eine Schutzhütte in Semione, einer Ortschaft in der Gemeinde Serravalle im Valle di Blenio im Kanton Tessin in den Lepontinischen Alpen auf einer Höhe von 1764 m ü. M.

## Geschichte und Beschreibung
Die Hütte wurde 1975 eingeweiht und 1998 restauriert. Sie gehört der Sektion Biasca der Unione Ticinese Operai Escursionisti (UTOE) unter dem Dachverband Federazione Alpinistica Ticinese (FAT).
Die zweistöckige Hütte besteht aus einem Aufenthalts-/Essraum mit 60 Plätzen. Die Küche hat einen Holz- und Gasherd. Die 37 Betten sind auf 3 Zimmer verteilt mit 8, 12 und 17 Schlafstellen. Es hat eine Aussenterrasse mit Tischen und Brunnen. Die Beleuchtung wird mit Solarzellen gespiesen.
Die Hütte eignet sich für Familien und Gruppen.

## Hüttenzustiege mit Gehzeit
- Loderio (360 m ü. M.) in 4 Stunden (Schwierigkeitsgrad T2).
- Alpe di Gardosa (1255 m ü. M.) in 1 ½ Stunden (T2).
- Sobrio (1128 m ü. M.) in 2 ½ Stunden (T2).
- Pollegio (298 m ü. M.) via Diganengo oder via Mürisc in 4 Stunden.

## Aufstieg
- Matro (2172 m ü. M.) in 1 ¾ Stunden (T3)
- Ausgangspunkt zu allen Gipfeln der Gebirgskette bis zur Region Piora-Ritom

## Wanderungen
- Verbindung zur Höhenwanderung Strada Alta im Valle Leventina
- Verbindung zum Höhenweg des Bleniotales bis Camperio

## Übergänge zu Nachbarhütten
- Rifugio Gana Rossa (2270 m ü. M.) in 2 ½ Stunden
- Capanna Piandios in 3 Stunden
- Capanna Gorda in 5 Stunden
- Capanna Dötra via Alpe del Gualdo, Gòrda in 9 Stunden
- Capanna Prodör via Sobrio Cascine in 8 Stunden.